# Thierry Sabine
Thierry Sabine (Neuilly-sur-Seine, 1949. június 13. – Mali, 1986. január 14.) francia         motorversenyző, a Dakar-rali alapítója és főszervezője.

1977-ben a Abidjan–Nizza verseny alatt eltévedt a Líbiai-sivatagban. Ekkor döntötte el, hogy ez a sivatag jó hely egy rendszeres ralihoz, ahol minden amatőr versenyző kipróbálhatja, hogy mire képes. 1977. decemberében egy olyan versenyt szervezett meg, amely Párizstól Dakarig tartott.
1986. január 14-én délután fél hatkor Sabine életét vesztette, amikor az Ecureuil helikoptere lezuhant Timbuktu tartományban egy váratlan homokviharban. Meghalt még Daniel Balavoine énekes–dalszerző, François-Xavier Bagnoud pilóta, Nathalie Odent újságíró és Jean-Paul Lefur, az RTL nevű francia rádióadó hangmérnöke is.
Szerepelt az 1986-os A Man and a Woman, 20 Years Later című mozifilmben.

## Fordítás
- Ez a szócikk részben vagy egészben az Thierry Sabine című angol Wikipédia-szócikk ezen változatának fordításán alapul.  Az eredeti cikk szerkesztőit annak laptörténete sorolja fel. Ez a jelzés csupán a megfogalmazás eredetét és a szerzői jogokat jelzi, nem szolgál a cikkben szereplő információk forrásmegjelöléseként.